# Irska Crkva
Irska Crkva (irski: Eaglais na hÉireann) je naziv samostalne Crkve unutar Anglikanske zajednice. U Republici Irskoj je najbrojnija među protestantskim Crkvama, te prva po brojnosti nakon Katoličke Crkve, koja okuplja daleko najveći broj vjernika, dok u Sjevernoj Irskoj prevladava prezbiterijanska varijanta protestantizma. Prema tradiciji, ova Crkva vuče porijeklo od svetog Patrika. Članica je Zajednice iz Porvooa.